# Mons, Charente-Maritime

Mons este o comună în departamentul Charente-Maritime, Franța. În 1 ianuarie 2022 avea o populație de 446 de locuitori.